# Gabriela Potorac
Gabriela Potorac (Bacău, Rumania, 6 de febrero de 1973) es una gimnasta artística rumana, dos veces subcampeona olímpica en 1988 en el concurso por equipos y la prueba de salto de potro.

## Carrera deportiva
En los JJ. OO. celebrados en Seúl (Corea del Sur) en 1988 consigue la plata en salto de potro —tras la soviética Svetlana Boginskaya (oro)—, bronce en la viga de equilibrio —tras su compatriota Daniela Silivaş, la soviética Elena Shushunova y empatada con la estadounidense Phoebe Mills— y plata en equipos, tras la Unión Soviética y por delante de Alemania del Este (bronce), siendo sus compañeras: Aurelia Dobre, Celestina Popa, Eugenia Golea, Daniela Silivaş y Camelia Voinea.
En el Mundial celebrado en Stuttgart (Alemania) en 1989 consigue una medalla de plata por equipos —tras la Unión Soviética y por delante de  China— y bronce en la viga de equilibrio, tras su compatriota Daniela Silivaș y la soviética Olesia Dudnik.